# Ferrante III. Gonzaga

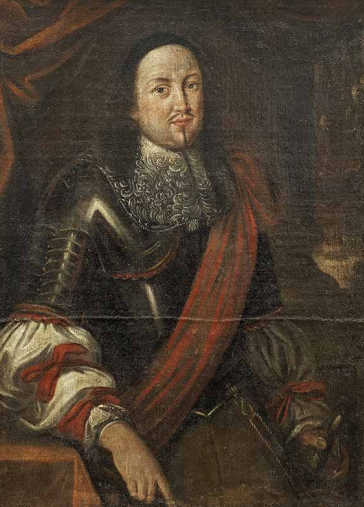
Ferrante III. Gonzaga

Ferrante III. Gonzaga (* 4. April 1618 in Mantua; † 11. Januar 1678 in Guastalla) war der Sohn des Herzogs Cesare II. Gonzaga von Guastalla und wurde 1632 dessen Nachfolger. 1638 verkaufte er alle kleineren neapolitanischen Lehen und 1640 auch das Fürstentum Molfetta. Er wurde 1639 als Ritter des Ordens von San Jago und Commendator von Villahermosa investiert.
Er heiratete am 25. Juni 1647 Margherita d’Este (* 1619; † 12. November 1692), Tochter des Herzogs Alfonso III. d’Este von Modena und Isabellas von Savoyen (* 11. März 1591; † 22. August 1626). Mit ihr hatte er sechs Kinder:
- Isabella (gest. 1653),
- Rinaldo (1652 – 9. Oktober 1657),
- Cesare (1653–1666),
- Anna Isabella Gonzaga (* 12. Februar 1655; † 11. August 1703) ⚭ 1670 Carlo IV. Gonzaga (1652–1708), Herzog von Mantua und Montferrat,
- Maria Vittoria Gonzaga (* 9. September 1659; † 5. September 1707) ⚭ 1679 Vincenzo Gonzaga (1634–1714), Herzog von Guastalla seit 1692.

Nach dem Tod Ferrantes III. wurde das Herzogtum Guastalla unter Zwangsverwaltung gestellt und offiziell Teil des Herzogtums Mailand, bevor es 1692 an seinen Schwiegersohn Vincenzo Gonzaga (Ehemann der ältesten überlebenden Tochter) übergeben wurde.  Aufgrund österreichischer Intervention ging das Herzogtum dann an Vincenzo Gonzaga (Ehemann der zweiten Tochter) über.